# Trygve Haavelmo
Trygve Haavelmo (ur. 13 grudnia 1911 w Skedsmo, zm. 28 lipca 1999 w Oslo) – norweski ekonomista i ekonometryk, wieloletni profesor uniwersytetu w Oslo, laureat Nagrody Banku Szwecji im. Alfreda Nobla w dziedzinie ekonomii w 1989 roku.

## Życiorys
Po wybuchu II wojny światowej wyjechał z Norwegii do Stanów Zjednoczonych. W 1941 roku doktoryzował się na Uniwersytecie Harvarda. W 1947 roku wrócił na Uniwersytet w Oslo, gdzie był dyrektorem Instytutu Ekonomii. 
Nagrodę Banku Szwecji im. Alfreda Nobla w dziedzinie ekonomii w 1989 roku otrzymał za wprowadzenie metod statystycznych do prognozowania zjawisk ekonomicznych. W swojej pracy udowodnił, że wszelkiego rodzaju modele ekonomiczne są jedynie zdolne wskazać na prawdopodobieństwo wystąpienia konkretnego stanu lub procesu. Zatem badane zjawiska ekonomiczne mogą wystąpić lub nie. 
W podejściu Haavelmo do zagadnień ekonomicznych, nowatorskie okazało się wprowadzenie rachunku prawdopodobieństwa. Został uznany za pioniera w dziedzinie prognozowania i badań zachowań inwestycyjnych. 
Opublikował między innymi A Study in the Theory of Economic Evolution (1954) i A Study in the Theory of Investment (1960).